# Manuell databehandling
Manuell databehandling eller MDB är, till skillnad från den databehandling som görs av datorer, som kallas ADB, automatisk databehandling.